# La Escondida, Guanajuato
La Escondida är en ort i Mexiko.   Den ligger i kommunen San Francisco del Rincón och delstaten Guanajuato, i den centrala delen av landet, 300 km nordväst om huvudstaden Mexico City. La Escondida ligger 1 759 meter över havet och antalet invånare är 242.
Terrängen runt La Escondida är platt söderut, men norrut är den kuperad. Runt La Escondida är det mycket tätbefolkat, med 1 135 invånare per kvadratkilometer. Närmaste större samhälle är León de los Aldama, 19,3 km nordost om La Escondida. Trakten runt La Escondida består till största delen av jordbruksmark.